# Герб на Молдова
Гербът на Молдова е хоризонтално пресечен щит, съставен от две полета – червено и синьо. В центъра на щита има глава на тур, между рогата на която са изобразени осемлъчна звезда, петлистна роза от дясна хералдическа страна и полумесец, обърнат и леко наклонен, от лява хералдическа страна. Всички елементи на щита са в златно (жълто). Щитът е поставен върху гърдите на орел, държащ в клюна си златен кръст (орел-кръстоносец), а в ноктите си: от дясно зелена маслинова клонка, а от ляво – златен скиптър.
Гербът е разположен в центъра на националното знаме на Молдова.

## История
Герб с подобна форма и символика е известен още от 15 век – гербът на Княжество Молдова. Той обаче е имал слънце вместо роза. Слънцето и луната са символи, които често се срещат по монетите на античните даки. Осемлъчната звезда се смята за стар символ на мъдростта при даките. Главата на тур е хералдически символ на влашкия княз Басараб. Заедно с розата той е в герба на Бесарабска губерния, но с друго оцветяване и петолъчна звезда.
През пролетта на 1990 година Върховният съвет на Молдавската ССР обявява конкурс за създаване на проект за нов държавен герб. На 12 май 1990 е назначена комисия, в която влизат 13 депутати. Предложени са 130 проекта, от които шест са изпратени в Букурещ в националната хералдическа комисия.
Утвърден е проектът, представен от художника Георге Врабие. Заместник-председателят на комисията Мария Догару става съавтор на герба по, описвайки блазона. Тя предлага да се добави маслиновата клонка, като символ на стремежите на молдовския народ към мир. Първоначално орелът е бил поставен върху щит, подобно на герба на Румъния. Впоследствие щитът е премахнат.
На 2 ноември 1990 новият герб на Молдова е утвърден от Президиума на Върховния съвет на Молдовската ССР, а на 3 ноември на пленарно заседание на Върховния съвет за проекта на Врабие-Догару гласуват 243 депутати, двама „против“ и единадесет „въздържали се“.
Гербът е разположен в центъра на националното знаме на Молдова, което го отличава от румънското, андорското и това на Чад.

## Галерия
- Печат на Петър I Мушат (1387)
- Рисунка на герба с печата на Стефан III Великий (1500)
- Герб на Княжество Молдова (1561)
- Герб на Княжество Молдова (1586)
- Герб на Княжество Молдова, изсечен в стена в манастира Четацуя в Яш (17 век)
- Герб на Княжество Молдова (1643)
- Герб на Княжество Молдова (1702)
- Герб на Княжество Молдова (1806)
- Герб на Княжество Молдова (1849)
- Герб на Бесарабската губерния (19 век)
- Герб на Молдовската Демократична республика (1918)
- Гербът на Румъния